# Cher daddy
Cher Daddy (titre original : Daddy) est un roman de Danielle Steel, paru aux États-Unis en 1989 puis en France en 1991.

## Résumé
Oliver, un heureux père de famille, voit son existence chamboulée le jour où sa femme Sarah lui annonce qu'elle veut reprendre ses études. 
Dès lors, les problèmes s'enchaînent : son fils abandonne ses études à 17 ans pour devenir père, sa femme demande le divorce, et il doit faire face à une famille et une maison à gérer. Il faudra du courage et de la patience à Oliver pour reconstruire sa vie.